# 세런디피티 3

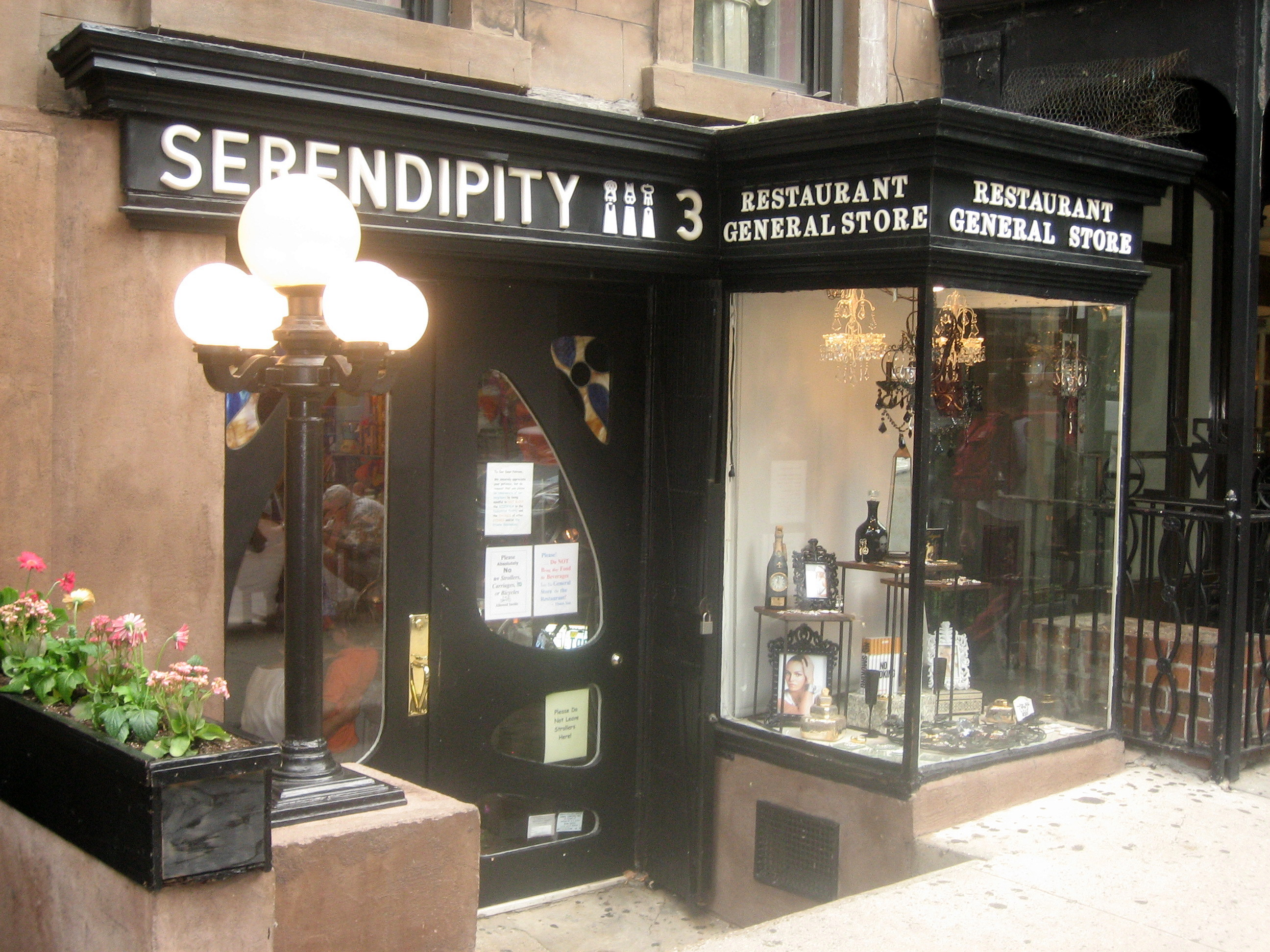
세런디피티 3

세런디피티 3(Serendipity 3)는 뉴욕 맨해튼 어퍼이스트사이드에 위치한 음식점이다. 스티븐 브루스에 의해 1954년 설립되었다. 2001년 영화 《세렌디피티》를 포함한 많은 영화, 드라마의 촬영 장소로 이용되는 가게이다.